# Huỳnh Tiền Phong
Huỳnh Tiền Phong là một sĩ quan cấp cao trong Quân đội nhân dân Việt Nam, hàm Trung tướng, nguyên Tư lệnh Quân khu 9 (2000-2007).

## Thân thế và sự nghiệp
Năm 2000, bổ nhiệm giữ chức Tư lệnh Quân khu 9.
Năm 2008, ông nghỉ hưu.

## Tặng thưởng
- Huân chương Quân công hạng Nhì (2008)